# Space
A Space 1977-ben alapított francia könnyűzenei együttes, amely a rövid életű space disco műfaj egyik legmeghatározóbb képviselője és az electronica műfaj egyik előfutára volt. 1977 és 1980 között adtak ki új szerzeményeket, 1982 óta pedig feldolgozásokat adnak elő. Az együttes legmeghatározóbb tagja az alapító Didier Marouani billentyűs. A Space legismertebb dala a "Magic Fly".

## Tagok

### Jelenlegi
- Didier Marouani: keyboards, synthesizers (1977-1980, 1982–present)
- Jeff Parent (clavier)
- Manu Chambo (clavier)
- Serge Munuera (clavier)
- Marc Hazon (batterie)
- Dominque Greffier (chant et basse)
- Jean-françois Bourassin (guitare)
- Michel Aymé (guitare)
- Julius Tessarech (son façade)
- Bertin Meynard (son retours)
- Patrice Richard (Laser & Manager)
- Richard Ominetti (lumières)
- Jean-Louis Lechevallier (lumières)

### Korábbi
- Roland Romanelli: keyboards, synthesizers (1977-1980)
- Jannick Top: keyboards, synthesizers (1977-1980)
- Joe Hammer: drums, percussion (1977-1979, 1982-1992)
- Janny Loseth: lead vocals (1982-1991)
- Madeline Bell: lead vocals (1977-1978)
- Cissy Stone: lead vocals (1978-1980)
- Patrice Tison: guitar (1979-1982)
- Yann Benoist: guitar (1983-2007)
- Roy Robinson: lead vocals (1991-1992)
- Dennis Cottard: keyboards, synthesizers (1982-1985)

## Diszkográfia

### Stúdióalbumok
- Magic Fly (1977)
- Deliverance (1977)
- Just Blue (1978)
- Deeper Zone (1980)
- The Best of Space (1981)
- Paris France Transit (1982)
- Concerts en URSS (1983)
- Space Opera (1987)
- Space Magic Concerts (1994)
- Symphonic Space Dream (2002)
- From Earth to Mars (2011)

### Kislemezek
- Magic Fly (1977)
- Tango in Space (1977)
- Running in the City (1978)
- Prison (1978)
- Just Blue (1979)
- My Love Is Music (1979)
- Save Your Love for Me (1979)
- On the Air (1980)
- Tender Force (1980)